# جوجي ويذرز
جوجي ويذرز (بالإنجليزية: Googie Withers)‏ هي ممثلة بريطانية، ولدت في 12 مارس 1917 بكراتشي في باكستان، وتوفيت في 15 يوليو 2011 بسيدني في أستراليا.

## أعمال

### أفلام
- (1996) تألق[5]

## وصلات خارجية
- جوجي ويذرز على موقع IMDb (الإنجليزية)
- جوجي ويذرز على موقع ألو سيني (الفرنسية)
- جوجي ويذرز على موقع أول موفي (الإنجليزية)
- جوجي ويذرز على موقع قاعدة بيانات برودواي على الإنترنت (الإنجليزية)
- جوجي ويذرز على موقع قاعدة بيانات الأفلام السويدية (السويدية)
- جوجي ويذرز على موقع إن إن دي بي (الإنجليزية)
- جوجي ويذرز على موقع قاعدة بيانات الفيلم (الإنجليزية)
- جوجي ويذرز على موقع كينوبويسك (الروسية)